# Ударное (Амурская область)
Уда́рное — село в Серышевском районе Амурской области России. Входит в состав Полянского сельсовета.

## География
Село Ударное — спутник районного центра Серышево, расположено в 4 км западнее.
От села Ударное на северо-запад идёт дорога на левый берег реки Зея, к сёлам Большая Сазанка, Ключики и Воронжа.

## Население
| 2002 | 2010 | 2012 | 2013 | 2014 | 2015 | 2016 |
| ---- | ---- | ---- | ---- | ---- | ---- | ---- |
| 388  | ↘361 | ↗362 | ↘352 | ↗355 | ↗356 | ↗359 |
| 2017 | 2018 |      |      |      |      |      |
| ↗368 | ↗370 |      |      |      |      |      |

## Улицы
| - ул. Луговая, - ул. Новая, - ул. Первомайская, - ул. Переселенческая, | - пер. Советский, - ул. Строительная, - ул. Школьная. |